# Las Juanas (álbum de Carolina Sabino)
Las Juanas es el primer álbum como solista de la colombiana Carolina Sabino. Lanzado por la casa discográfica Sonolux en 1997. Fue lanzado como el soundtrack de la novela Las Juanas donde Carolina actuó como una de ellas. Este álbum fue publicado en Colombia en formato Casete, CD, y fue de los últimos títulos en salir en formato LP en Colombia.

## Lista de canciones
1. Las Juanas
2. La Pollera Azul
3. Caminito De Luna
4. La Reina De La Cumbiamba
5. Amargo Y Dulce
6. El Vaquero
7. Corozal Y Sincelejo
8. Sin Medir Distancia
9. Cumbia De La Candelaria
10. Noches Corozaleras
11. Matilde Lina
12. La Pollera Azul [Remix][1]